# Clypeolampas
Clypeolampas is een geslacht van uitgestorven zee-egels, en het typegeslacht van de familie Clypeolampadidae. Vertegenwoordigers van dit geslacht zijn slechts als fossiel bekend uit het Krijt van het huidige Spanje en Turkije.

## Soorten
- Clypeolampas loroensis Sánchez Roig, 1952 †